# Брандин, Мария
Мария Хелене Брандин (швед. Maria Helene Brandin; 4 сентября 1963, Кунгэльв, Гётеборг-Бохус) — шведская спортсменка, чемпионка мира по академической гребле в одиночках (1995), двукратная бронзовая призёрка чемпионатов мира в той же дисциплине (1997, 1998). Четырежды выступала на Олимпийских играх в соревнования одиночек: 1988 (8-е место), 1992 (5-е место), 1996 (4-е место) и 1996 (11-е место). Двукратная чемпионка мира по академической гребле в помещениях (Бостон 1994, Бостон 1995). Выступала за гребной клуб «Кунгэльв».